# Inoue Kiyoshi
Inoue Kiyoshi (japanisch 井上 清; * 19. Dezember 1913 in der Präfektur Kōchi; † 23. November 2001 in Kyōto) war ein japanischer Historiker, Sozialwissenschaftler und Hochschullehrer, der marxistisch orientiert, aber auch beeinflusst von Max Webers Religionssoziologie und dem europäischen Humanismus, die Erscheinungen der japanischen Gesellschaft im Laufe ihrer Geschichte erforscht und beschrieben hat. Übersetzungen seines umfangreichen Werkes über die Geschichte Japans haben ihn auch in der westlichen Welt bekannt gemacht; in Deutschland ist es zum ersten Mal im Jahr 1993 veröffentlicht worden.

## Biografie
Die Präfektur Kōchi, in der Kiyoshi Inoue geboren und wohl auch aufgewachsen ist, liegt im Süden Japans auf der Insel Shikoku, der kleinsten der vier Hauptinseln des Inselstaates.
Irgendwann in der ersten Hälfte der 1930er Jahre begann Inoue an der Kaiserlichen Universität von Tokyo (Tokyo Imperial University) mit dem Studium der Geschichte, das er im Jahr 1936 mit der Doktorwürde abschloss.  Während des Zweiten Weltkrieges arbeitete er im Ministerium für Bildung.
Nach dem Krieg nahm er als Mitglied in der Historischen Forschungsgesellschaft (Historical Research Society) und im Wissenschaftlichen Rat Japans (Science Council of Japan) an der politischen Neugestaltung seines Landes aktiv teil. Im Jahre 1954 wurde er als außerordentlicher Professor an das Institut für Geisteswissenschaften (Institut of Humanities) der Universität von Kyōto berufen. 1961 folgte die Bestellung als ordentlicher Professor.
Die erste größere Arbeit wurde von Kiyoshi Inoue im Jahre 1948 veröffentlicht: Die Geschichte der japanischen Frauen, der noch einige andere im Laufe der Jahre folgen sollten, wie zum Beispiel bald darauf ein Buch über die Meiji-Restauration oder einige Jahre später eines über die Theorie und Geschichte der Buraku-Befreiung. Für die Geschichte der japanischen Frauen wurde Inoue 1949 mit dem Mainichi-Kulturpreis ausgezeichnet. Seine Geschichte Japans, die von 1963 bis 1966 erschien, wird noch immer viel (besonders an den Schulen) in Japan gelesen.
Die chinesische Kulturrevolution wurde von Kiyoshi Inoue, der auch eine Zeit lang Mitglied in der Kommunistischen Partei Japans war, befürwortet. Auch die japanischen Studentenunruhen im Jahre 1969 wurden von ihm unterstützt und öffentlich begrüßt. Als scharfer Kritiker des japanischen Militarismus hat er sich zeitlebens für eine Verständigung mit China sowie für eine Solidarität aller asiatischen Staaten untereinander eingesetzt. Für seine humane Geisteshaltung und der daraus produzierten Arbeit wurde Kiyoshi Inoue zum Ende seiner Lebenszeit hin im Jahre 1997 von der Chinesischen Akademie für Sozialwissenschaften (Chinese Academy of Social Science) die Ehrendoktorwürde verliehen.